# راديو موسكو

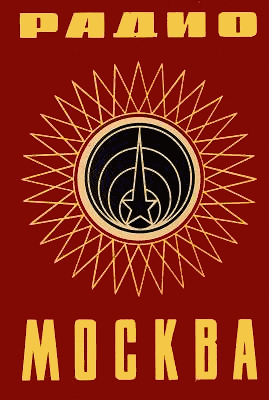
شعار إذاعة موسكو (1969)

راديو موسكو (بالروسية: Радио Москва) المعروف كذلك باسم الخدمة الدولية لراديو موسكو، كان الإذاعة الدولية الرسمية لاتحاد الجمهوريات الاشتراكية السوفيتية حتى عام 1993. أعيد تنظيم المحطة تحت اسم صوت روسيا، التي أعيد تسميتها بعدها لتصبح راديو سبوتنك. في أوج نشاطها، كانت محطة راديو موسكو تبث بما يزيد عن 70 لغة باستخدام أجهزة إرسال في الاتحاد السوفيتي وأوروبا الشرقية وكوبا.
كانت الإشارة المميزة للمحطة أغنية وطني الرحيب. انطلقت الإذاعة في 29 أكتوبر 1929 وكان البث باللغة الألمانية ثم أضيفت لاحقًا اللغتان الإنجليزية والفرنسية. وبدأ البث العربي في 15 أغسطس 1945.